# Феспіс

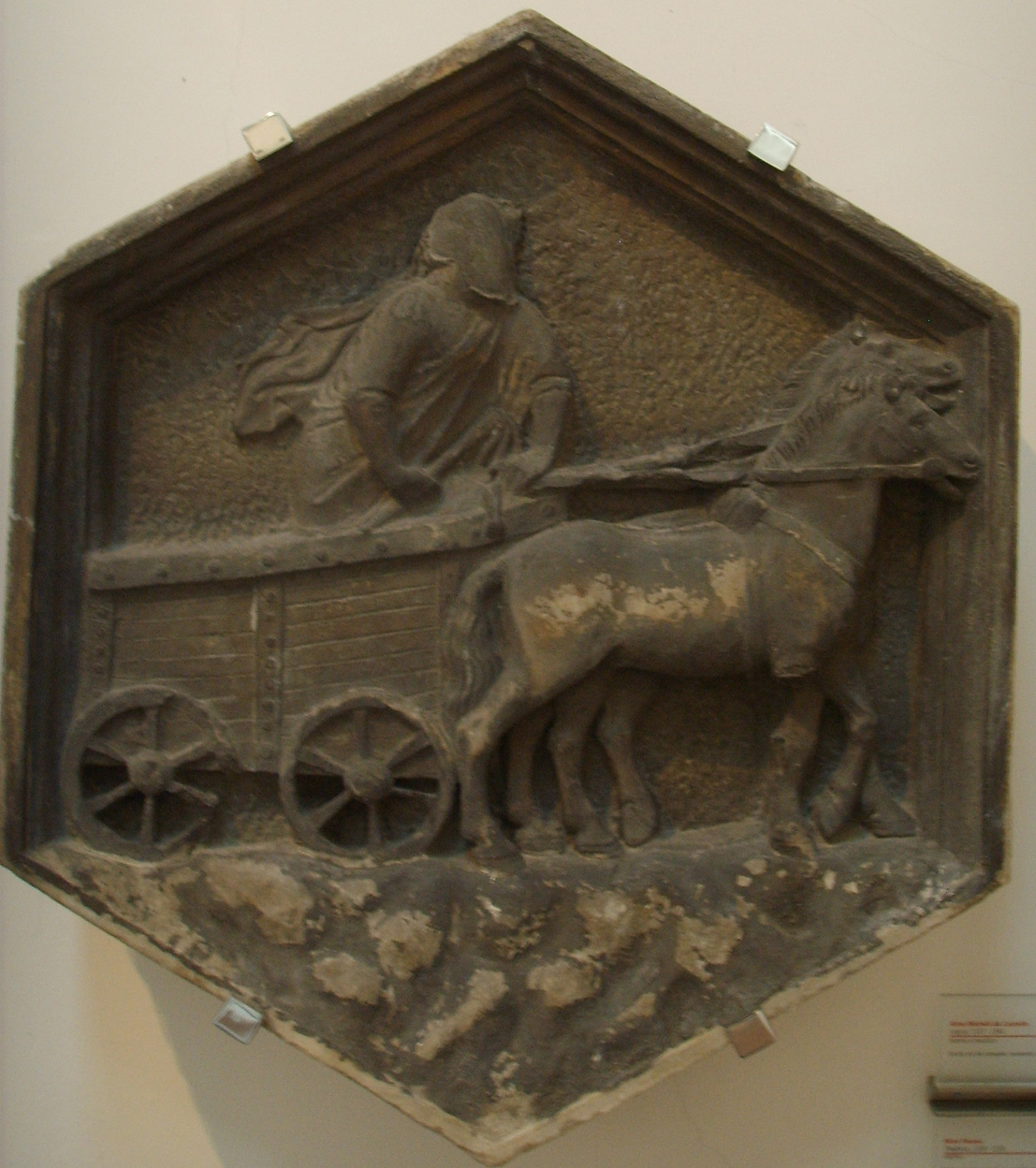
Віз Феспіса

Теспіс або Феспіс або Феспід (дав.-гр. Θέσπις; 6 століття до н. е., нині Діонісос, Аттика) — давньогрецький поет. Перший в історії театру як мистецтва драматург та перший актор.

## Біографія
Теспіс ріс в Ікарії, що лежить поблизу Пелопоннесської Мегари, де був надзвичайно популярним культ бога Діоніса, а також неподалік Елевсіна, де щорічно виконувалося ритуальну драму про Деметру, Персефону та Діоніса.
Теспіс був поет, проте від його творів залишились лише заголовки кількох п'єс. Як стверджують давньогрецькі джерела, а особливо за свідченнями Аристотеля, Теспіс був засновником давньогрецької трагедії, увівши до вистави особу актора — гіпокріта, тобто відповідача, який зображав міфічного або історичного персонажа, декламуючи рядки своєї ролі.
Відповідно до одного з античних джерел, цю роль Феспіс виконував сам. Йому приписують також уведення полотняних масок акторів.
Перший виступ Теспіса в Афінах міг відбутися в 560 до н. е.
Теспіс був і поетом, і композитором, і постановником п'єси, довелося йому виконувати і роль актора. Відомо, що в 534 р. до н. е. вперше встановлено офіційні свята на честь бога Діоніса — Великі Діонісії. До цієї події Теспіс збудував театр і поставив у ньому свою нову трагедію. Відтоді трагічні вистави на цьому святі стали традиційними. Дійшли до нас і згадки про те, що Теспіс влаштував пересувний театр на візку, з яким відвідав деякі міста. Можливо, саме таке вдале поєднання свята і видовища привернуло увагу Афінської держави до нового жанру, що міг стати корисним для впливу на думки співгромадян.